# Arachnothryx educta
Arachnothryx educta är en måreväxtart som först beskrevs av Paul Carpenter Standley och Julian Alfred Steyermark, och fick sitt nu gällande namn av Julian Alfred Steyermark. Arachnothryx educta ingår i släktet Arachnothryx och familjen måreväxter. Inga underarter finns listade i Catalogue of Life.